# Kaïbo-Sud V3
Ne doit pas être confondu avec Kaïbo-Nord V3.
Pour les articles homonymes, voir Kaïbo.
Kaïbo-Sud V3 est une commune rurale située dans le département de Bindé de la province du Zoundwéogo dans la région du Centre-Sud au Burkina Faso.

## Santé et éducation
Le centre de soins le plus proche de Kaïbo-Sud V3 est le centre de santé et de promotion sociale (CSPS) de Kaïbo-Sud V5 tandis que le centre médical (CMA) le plus proche se trouve à Manga.